# Montserrat Palau i Vergés
Montserrat Palau i Vergés   (Tarragona, 13 de juliol de 1958) és filòloga, investigadora i professora a la Universitat Rovira i Virgili. Es va presentar com a número dos a la llista de Tarragona de Junts pel Sí per a les eleccions al Parlament de Catalunya de 2015, i va ser escollida com a diputada.
Doctora en Filologia Catalana, és professora titular de la Universitat Rovira i Virgili i de l'Institut Interuniversitari d'Estudis de Dones i Gènere (IIEDG). Com a acadèmica, la seva recerca s'ha centrat en la literatura contemporània, en la cultura popular i en els estudis de dones, gènere i feminismes. Ha publicat el resultat de la seva recerca en assaigs literaris sobre autors i autores catalans i no catalans, com Mercè Rodoreda, Maria Aurèlia Capmany, Ventura Gassol, Josep Antoni Baixeras, Katherine Mansfield, Adelheid Duvanel, Maria Antònia Oliver o Isabel-Clara Simó.
El 2009 va rebre la Distinció Maria Antònia Ferrer, un reconeixement que atorga la URV per la tasca en defensa dels drets de les dones i la seva visibilització. Ha col·laborat en diversos mitjans de comunicació, tant de premsa escrita com audiovisual. És sòcia d'Òmnium Cultural i membre de l'ANC, així com de l'Associació d'Escriptors en Llengua Catalana, el Pen Club i la Societat de Llengua i Literatura Catalanes de l'Institut d'Estudis Catalans. És, també, membre del Ball de Diables de Torredembarra, on resideix.

## Obra
La seva obra extensa abasta la recerca i la creació. N'és una mostra:

### La recerca

#### Llibres
- La narrativa al Camp de Tarragona (1939-1985) (1986), la seva tesi doctoral.
- L’obra dramàtica de Mercè Rodoreda (2002, amb Francesc Massip).
- Maria Aurèlia Capmany. Escriure la vida en femení (2008).

#### Capítols
- «Tarragona des del 1994»; a: Dones i literatura, present i futur (1997).
- «Dones i catalanes = persones oprimides. El feminisme i el nacionalisme de Maria Aurèlia Capmany»; a: Maria Aurèlia Capmany: l'afirmació en la paraula (2002)
- «Gender and nation: conditioned identitites»; a: Conditioned Identities. Wished-for and Unwished-for Identities (Berna, 2015).
- «Literatura, feminisme i història, eixos del relat de maria Aurèlia Capmany» (2019).
- «Calma arran de l'extrema escuma: la poesia de Palmira Jaquetti»; a: Palmira Jaquetti (2021)[7]
- «Travessar-se els límits, (des)arrelament i transformació: la trajectòria poètica de Dolors Miquel»; a: Dolors Miquel: tradició i inconformisme: una poètica de la transformació (2022).[8]

#### Articles
- «La mística de la feminitat franquista a la narrativa de Maria Aurèlia Capmany» (1993)
- «Identitat de gènere de les dones catalanes a l'inici del segle XX» (2004)
- «La socialización de los saberes femeninos» (2015), amb Duch Plana, Montserrat
- «La utilització del folklore i la literatura popular per configurar l’ordre simbòlic de la mare i una escriptura femenina en la poesia de Maria Mercè Marçal» (2017)

### La creació literària
El 1979 publicà els poemes de Just a dream; l’any 1989, la novel·la Interferències, i el 1990, els contes de Cadires confortables. Intensitat narrativa i tendència a l’existencialisme i a l’educació sentimental s’evidencien a Suspíria (1994) i a la novel·la Sapore di sale (1996). A la novel·la En nom del pare (1999),